# とでん西武
とでん西武（とでんせいぶ）は、高知県高知市にあった百貨店である。同市の中心街であるはりまや交差点角に、土佐電気鉄道がバスターミナルと商業施設等を併設した土電会館としてオープンしたのち、西武百貨店系列となり、とでん西武、高知西武として営業した。

## 概要

### 土電会館として開業
1955年、土佐電気鉄道（現：とさでん交通）内に4名の社員が集められ、「土電ビル建設調査建設委員会」が設置され、1957年4月1日、バラック建ての土電バス発着所と数件の木造家屋あった交差点南東の角地で複合商業施設の起工式が行われた。
建てられた「土電会館」は、地下1階・地上5階建て。設計をアントニン・レーモンドが率いるレーモンド設計事務所、施工は清水建設が手掛けた。ビルは西側の地下は食料品など、1階は化粧品や玩具、2階は紳士・婦人・子供用品、3階は名店街と美容室、4階はレストランと結婚式場など、5階はホテル、屋上が遊園地「子供の国」。ビル東側は1階がバスターミナル、2階～3階が映画館「テアトル土電」、5階が文化ホールで構成された。オープンした1958年3月19日は、午前中が落成式、午後2時からの開店で、開店1時間前には約3000人が押し寄せた。
だが、開店はしたものの、高知大丸（1947年開業）や地元商店街の反対もあり、百貨店として認可が得られず、一部は一般小売店として経営せざる得なかった。また1961年12月に土電会館労働組合が結成されるや否や、いきなり争議が勃発。翌年4月にもストを決行。断続的に21日間も続く事態となった。デパートによる長期ストは、土電会館のイメージを悪化させた。加えて売りのひとつだったホテルも悩みの種だった。ルーム数が22～23と効率が悪く、研究不足で会館内の各施設に別々の空調設備を設けていなかったため、ホテルの客のために休館中でもデパートなど他の施設に冷暖房を作動させなければならない無駄が発生。1963年に待望の「百貨店」としての正式認可が下り、売場拡張の必要に迫られたこともあって、ホテルからは撤退ということになった。しかし、皮肉にもこの頃から経営が悪化する。そんな苦境もあり、東側の5階、「テアトル土電」の上にあった文化ホールも廃止となり、代わりに映画館「土電ホール」が1966年7月、新たにオープンした。

### とでん西武に
1971年、土電会館は千葉の田畑百貨店、豊橋丸物、秋田の本金とともに、西武百貨店と提携を結び、同社の主宰する日本百貨店共同仕入機構（のちの日本百貨店経営協議会）に加盟した。土電会館は西武百貨店との提携をさらに発展させ、1973年11月2日に「とでん西武」と店名を変更。「白い館」として新装オープンした。さらに1974年3月7日には、本館の改装も終わって全館オープンする。増築で売場面積は3倍になり、県内最大の百貨店に成長。西武カラーでイメージも都会的に変わった。ラルフローレンをはじめとする大丸には無い東京のブランド、世界のブランドが導入され、食品館は西武が強かったので、関西のドンクなどが入り人気となった。また本館1階と新館6階には高知放送のサテライトスタジオが出来て、松田聖子もやって来た。
1985年3月、土佐電鉄の持ち株すべてが買い取られ、完全に西武資本となった。親しまれていた「とでん西武」の名こそ踏襲されたが、西武色をさらに強化。勢いに乗って、高知大丸に肉薄する。1991年度には売上が126億円を記録し、とでん西武は高知大丸を猛迫。その一方で、1980年8月18日には土電ホール、1989年5月31日にはテアトル土電が閉館した。

### 改称と閉店
1989年3月、とでん西武は西武中四国の統括下に置かれ、1992年4月19日、「高知西武」と改称し土電色は一掃。1994年には高知西武の「ファッション特化」が決まる。婦人服拡充のため書籍や玩具、家電などの売場を廃止し、高知初のブランドを前面に押し出す。だが、同じブランドがすぐに高知大丸に入るという繰り返しで、苦戦が続く。1997年には同じセゾン系だった無印良品の売場を約3倍に拡充して起死回生のヒットとなる。しかし、2000年12月に「イオン高知ショッピングセンター」（現：イオンモール高知）がオープンしてからは、客足を奪われ、2002年2月に、高知西武は閉店を発表。そして、同年12月25日に閉店した。

## 閉店後

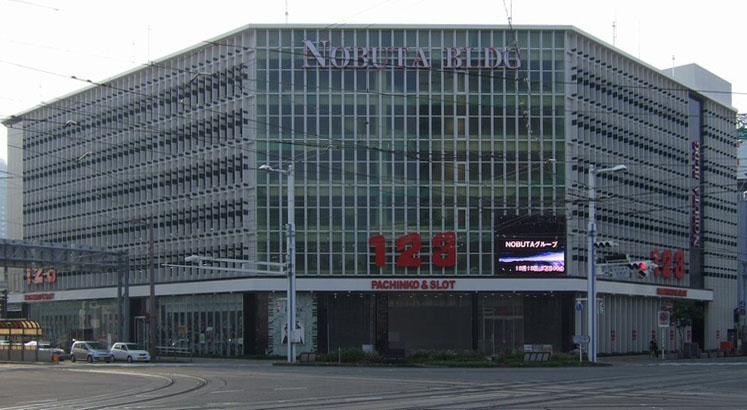
閉店後の跡地に進出した123はりまや橋店

建物や跡地についての再利用はなかなかまとまらず、しばらくの間は閉店した建物がそのまま残され、バスターミナル部分は継続して使用されていた。だが、閉店から3年が経過した2005年11月10日限りでバスターミナルの使用は停止され、同年末より建物の解体が始まり、2006年6月には更地となった。
跡地は大阪の不動産会社オーナーズ・ブレーン社が取得し、2007年7月に再開発で商業ビルを建築するプランを公表した。2008年1月にはテナント説明会を開催し、翌年秋オープンというスケジュールも示された。しかし、同年8月にオーナーズ社は建築費の高騰等を理由に単独事業での再開発の断念を表明。新たなデベロッパーに土地を売却するか共同事業とする形での再開発を検討するとしていたが、まとまらず、2009年6月に計画自体を白紙に戻して撤退した。
その後、同年11月19日、跡地は大阪のアーク不動産に転売される。地元では、アーク不動産の取得時、この土地にパチンコ店が出店するのではないかと不安視されていた。これを受けて、土佐電気鉄道の社長らが代表を務める「西武跡地を考える会」は、同年12月16日、パチンコ店建設に対し反対の声明を出し、25日には2万9千人分の署名を県と市に提出して跡地取得の要請を求めた。しかし、両首長は法律上の観点から行政取得は不可能との見解を示した。同会は翌年の2月に再び署名を集め、同様の要請を行ったが見解は変わらなかった。結局、跡地には延田エンタープライズがパチンコ店「123」が入る6階建ての建物をつくり、2011年4月28日、開店している。

## 土電バスターミナル

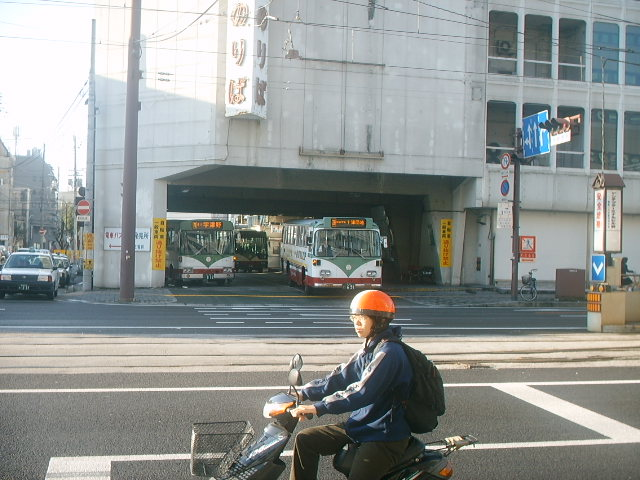
土電バスターミナル

ビルの1階部分に存在し、土佐電気鉄道、ならびにその子会社の土佐電ドリームサービスの路線バスが発着していた。また試験的に運行していた浦戸循環線では高知県交通も乗り入れていた。ただし、はりまや橋を経由するすべてのバスが乗り入れしている訳ではない。また、時刻表に載っていないバスも発車していた。(臨時便ではない。)2002年12月25日の閉店以後もしばらく運用されていたが、2005年11月10日をもって閉鎖された。翌11月11日から、ターミナルから乗り降りしていた便は、はりまや橋近辺のバス停に移動された。これによりはりまや橋どまりのバスが大幅に減った。

## 沿革
- 1957年（昭和32年）4月1日：起工式を挙行。
- 1958年（昭和33年）3月19日：「土電会館」開業[14]。
- 1961年（昭和36年）12月：土電会館労働組合が結成される[15]。
- 1966年（昭和41年）7月：文化ホールが廃止となり、土電ホールが開業。
- 1973年（昭和48年）11月2日：西武百貨店と資本提携し「とでん西武」として再オープン。
- 1979年（昭和54年）：大阪府大阪市に本社を置く「仲庭時計店」がとでん西武内に出店[16]。
- 1980年（昭和55年）8月18日：土電ホール閉館。
- 1989年（平成元年）5月31日：テアトル土電閉館。
- 1992年（平成4年）4月19日：とでん西武を「高知西武」に改称。
- 2002年（平成14年）12月25日：閉店。
- 2011年（平成23年）4月28日：跡地にパチンコ店「123はりまや橋店」が開店。